# Księstwo Węgier
Księstwo Węgier także Wielkie Księstwo Węgier lub Wielkie Księstwo Węgierskie (węg. Magyar Nagyfejedelemség, gr. Τουρκία) – wczesnośredniowieczne państwo Węgrów istniejące w latach od około 895 do 1000 roku (kiedy stały się królestwem Węgier).

## Historia
Najwcześniejsze udokumentowane państwo Węgrów istniejące nie więcej na terenie współczesnego państwa węgierskiego, zostało założone ok. 895 roku przez Arpada, protoplasty dynastii Arpadów i wodza Madziarów, który na ich czele przeszedł przez przełęcz Werecką we wschodnich Karpatach i rozpoczął proces osiedlania się na terenie Kotliny Panońskiej. 
Po usadowieniu się Panonii, w ciągu pierwszej połowy X wieku, Węgrzy regularnie najeżdżali Europę Zachodnią oraz Bałkany, docierając ze swymi łupieżczymi najazdami na terytorium  obecnych Niemiec, Italii (Lombardii), a nawet do  dzisiejszej Hiszpanii i Normandii. Ze szczególną intensywnością najeżdżali tereny Bawarii w Państwie wschdniofrankijskim. Władcy europejscy przez długi czas byli całkowicie bezradni wobec tych powtarzających się napaści. Jedynie w 933 r. w bitwie nad Unstrutą udało się królowi Franków Wschodnich Henrykowi I pokonać Węgrów, ale dopiero druzgocąca porażka wodza Węgrów (Madziarów) Bulcsú z królem niemieckim Ottonem I Wielkim w bitwie pod Lechowym Polem w 955 roku zakończyła pięćdziesięcioletni okres węgierskich inwazji.
Księstwo istniało do koronacji w roku 1000 władcy Vajk’a na pierwszego króla węgier Stefana I Świętego, który zjednoczył wszystkie węgierskie plemiona w jedno feudalne państwo i doprowadził do końca proces ich chrystianizacji, zastępując dotychczasowe wierzenia Węgrów.